# Erythroxylum macrocarpum
Erythroxylum macrocarpum är en tvåhjärtbladig växtart som beskrevs av O E.Schulz. Erythroxylum macrocarpum ingår i släktet Erythroxylum och familjen Erythroxylaceae. Inga underarter finns listade i Catalogue of Life.